# Alberto Andrés Marcovecchio
Alberto Andrés Marcovecchio (ur. 6 marca 1893 w Avellanedzie, zm. 28 lutego 1958 w Lanús) – były argentyński piłkarz grający na pozycji napastnika.

## Kariera klubowa
Marcovecchio przez cała swoją karierę związany był z Racing Club. 

## Kariera reprezentacyjna
W reprezentacji Argentyny Marcovecchio występował w latach 1912–1919. 
W reprezentacji zadebiutował 1 grudnia 1912 w wygranym 3-1 towarzyskim meczu z Urugwajem - w spotkaniu tym zdobył swoją debiutancką bramkę w 92 minucie spotkania. W 1916 wystąpił w pierwszych oficjalnych Mistrzostwach Ameryki Południowej. Na turnieju w Argentynie wystąpił w meczach z Chile (bramki w 67 i 89 min) i Brazylią. Ostatni raz w reprezentacji Ohaco wystąpił 24 lipca 1919 w przegranym 1-2 meczu z Urugwajem, którego stawką było Copa Newton. 
Ogółem w barwach albicelestes wystąpił w 11 meczach, w których strzelił 8 bramek.
| Mecze i gole w reprezentacji | Mecze i gole w reprezentacji | Mecze i gole w reprezentacji | Mecze i gole w reprezentacji | Mecze i gole w reprezentacji | Mecze i gole w reprezentacji | Mecze i gole w reprezentacji |
| #                            | Data                         | Miasto                       | Przeciwnik                   | Gol                          | Wynik                        | Rozgrywki                    |
| ---------------------------- | ---------------------------- | ---------------------------- | ---------------------------- | ---------------------------- | ---------------------------- | ---------------------------- |
| 1.                           | 01.12.1912                   | Montevideo                   | Urugwaj                      | Gol                          | 3:1                          | towarzyski                   |
| 2.                           | 15.06.1913                   | Avellaneda                   | Urugwaj                      |                              | 1:1                          | Copa Sáenz Peña              |
| 3.                           | 18.07.1915                   | Montevideo                   | Urugwaj                      | Gol · Gol                    | 3:2                          | Gran Premio                  |
| 4.                           | 15.08.1915                   | Buenos Aires                 | Urugwaj                      | Gol                          | 2:1                          | Copa Lipton                  |
| 5.                           | 06.07.1916                   | Buenos Aires                 | Chile                        | Gol · Gol                    | 6:1                          | Copa América                 |
| 6.                           | 10.07.1916                   | Buenos Aires                 | Brazylia                     |                              | 1:1                          | Copa América                 |
| 7.                           | 12.07.1916                   | Buenos Aires                 | Chile                        |                              | 1:0                          | towarzyski                   |
| 8.                           | 01.10.1916                   | Montevideo                   | Urugwaj                      |                              | 1:0                          | Gran Premio                  |
| 9.                           | 18.07.1917                   | Montevideo                   | Urugwaj                      | Gol · Gol                    | 2:0                          | Gran Premio                  |
| 10.                          | 02.09.1917                   | Montevideo                   | Urugwaj                      |                              | 0:1                          | Copa Newton                  |
| 11.                          | 24.07.1919                   | Montevideo                   | Urugwaj                      |                              | 1:2                          | Copa Nweton                  |

## Sukcesy

### Klubowe
Racing Club
- Primera División: 1913, 1914, 1915, 1916, 1917, 1918, 1919, 1921
- Copa de Honor Municipalidad de Buenos Aires: 1913, 1915, 1917
- Copa Ibarguren: 1913, 1914, 1916, 1917, 1918
- Copa de Honor Cousenier: 1913
- Copa Aldao: 1917, 1918

### Reprezentacyjne
Argentyna
- Srebrny medal Copa America: 1916

### Indywidualne
- Król strzelców Primera División: 1917, 1919